# GungHo Online Entertainment
GungHo Online Entertainment, Inc. (japanisch ガンホー・オンライン・エンターテイメント株式会社, Ganhō Onrain Entāteimento Kabushiki-gaisha) ist ein japanischer Hersteller und Publisher von Videospielen. GungHo Online Entertainment ist vor allem für das Server-Hosting des MMORPGs Ragnarok Online bekannt. Finanzielle Erfolge feierte das Unternehmen auch 2013, als das Spiel Puzzle & Dragons 91 % des Umsatzes von 1,6 Milliarden US-Dollar ausmachte.

## Geschichte
Das Unternehmen wurde als ONSale Co., Ltd. am 1. Juli 1998 gegründet, war in den Vereinigten Staaten ein Joint Venture zwischen dem japanischen Investmentkonzern Softbank und eCOST.com und konzentrierte sich auf interaktive Online-Auktionsgeschäfte. 2000 verlegte das Unternehmen den Hauptsitz nach Tokio, Japan, und stellte nun ASP-nutzende Auktionssysteme bereit. Eine weitere Strukturwandlung folgte 2002, als sich das Unternehmen auf Online-Spiele-Dienste konzentrierte und in erster Linie den japanischen Server zu Ragnarok Online hostete. Im Joint Venture mit dem japanischen Entwicklerstudio Game Arts entwickelte GungHo ab 2004 auch eigene Online-Spiele.
Ab März 2005 wurde das Unternehmen im Hercules Nippon New Market des Osaka Securities Exchanges gelistet. Im August wurde ein Investment in den Mobilspiele-Hersteller G-Mode unternommen. Die Übernahme von Game Arts erfolgte im Oktober, während im Dezember des Jahres das selbstentwickelte MMORPG Emil Chronicle Online an den Start ging. 2006 wurde im August der Vertrag über den Vertrieb von Ragnarok Online 2: The Gate of the World geschlossen. Im Oktober 2007 wurde GungHo Works, Inc. gegründet, um an Ragnarok DS zu arbeiten. Einen Monat später, im November, wurde Videospielgut von Interchannel (iXIT Corporation) erworben. Februar 2008 erfolgte die Übernahme von Gravity Corp., den Machern von Ragnarok Online.
2011 übernahm GungHo von Aeria dessen Anteil von 50,1 % am japanische Entwicklerstudio Acquire (u. a. Tenchu, Way of the Samurai). 2012 wurde gründete das Unternehmen eine Niederlassung in den USA. Zum Geschäftsführer der US-Abteilung wurde Jun Iwasaki ernannt, zuvor Leiter von Square Enix US und Xseed Games. Im Januar 2013 erwarb GungHo das Entwicklerstudio Grasshopper Manufacture (u. a. No More Heroes, Lollipop Chainsaw). 2016 reduzierte Softbank seine Anteile von 28,41 % auf 3,8 %. Übernommen wurden die Anteile von GungHo selbst für 73 Milliarden Yen oder umgerechnet 685 Millionen US-Dollar, Softbank war damit nicht mehr größter Anteilseigner von GungHo. Das Angebot wurde am 22. Juni des Jahres von GungHo akzeptiert. 2021 veräußerte GungHo Grasshopper Manufacture an NetEase. 2024 veräußerte GungHo weiterhin Acquire an die Kadokawa Group.

## Veröffentlichte Titel

### Aktive Online-Spiele
- Ragnarok Online (1. Dezember 2001)
- Tantra (10. März 2004)
- Emil Chronicle Online (1. August 2005)
- Hiten Online (19. April 2007)
- Rose Online (26. März 2009)
- Lucent Heart (2009)
- Blade Chronicle (2009)
- Eternal City 2 (23. Juni 2010)
- Divina (9. September 2010)
- Grand Fantasia
- Le Ciel Bleu
- Toy Wars
- Fishdom: Seasons Under the Sea
- Summons Board
- Ninjala (Nintendo Switch, 24. Juni 2020)

### Inaktive Online-Spiele
- Survival Project (29. Juni 2004 bis 31. August 2006)
- A3 (15. Oktober 2004 bis 1. November 2007)
- Saiyuki Reload Gunlock (1. September 2004 bis 31. Januar 2006)
- Squirrel Pot 2 (25. Mai 2004 bis 28. Dezember 2007)
- Extreme Soccer (11. August 2006 bis 2008)
- Mahjong (31. Mai 2007 bis 26. März 2008)
- Koi Koi Playing Cards (31. Mai 2007 bis 26. März 2008)
- Poker (31. Mai 2007 bis 26. März 2008)
- Millionaire (31. Mai 2007 bis 26. März 2008)
- Shanghai (31. Mai 2007 bis 26. März 2008)
- Chat (31. Mai 2007 bis 26. März 2008)
- Ragnarok Online 2: The Gate of the World (30. August 2007 bis August 2010)
- Pachinko Slot (6. September 2007 bis 4. November 2008)
- Hakenden (4. Juni 2008 bis 29. Oktober 2008)
- Yogurting (1. September 2005 bis Mai 2010)
- Tetris Online (23. Oktober 2007 bis 5. Juli 2011)
- Shin Megami Tensei: Imagine (26. Juni 2007 bis Mai 2016)
- Grandia Online (26. August 2009 bis 28. September 2012)

### Weitere Spieleveröffentlichungen
- 2008: Aquazone DS (Nintendo DS)
- 2008: Nakamura Tōru Kanshū: India Shiki Keisan Drill DS (The Method of Indian Calculation) (Nintendo DS)
- 2008: Hero’s Saga Laevatein Tactics (Nintendo DS)
- 2008: Otometeki Koi Kakumei Love Revo!! (Nintendo DS)
- 2008: Minna de Jibun no Setsumeisho: B-Gata, A-Gata, AB-Gata, O-Gata (Nintendo DS)
- 2008: Ragnarok DS (Nintendo DS)
- 2008: Solfege: Sweet Harmony (PlayStation Portable)
- 2009: Ecolis: Aoi Umi to Ugoku Shima (Nintendo DS)
- 2009: Nadepro!!: Kisama mo Seiyū Yattemiro! (PlayStation 2)
- 2009: Cho Anki Zero (PlayStation Portable)
- 2009: Lunar: Silver Star Harmony (PlayStation Portable)
- 2009: Mimana Iyar Chronicle (PlayStation Portable)
- 2009: P.W: Project Witch (PlayStation Portable)
- 2011: Ragnarok Tactics (PlayStation Portable)
- 2012: Puzzles & Dragons (Mobile)
- 2012: Ragnarok Odyssey (PlayStation Vita)
- 2012: Dokuro (PlayStation Vita)
- 2012: Picotto Knights (PlayStation Vita)
- 2013: Ragnarok Odyssey Ace (PlayStation Vita, PlayStation 3)
- 2015: Grandia II: Anniversary Edition (Windows)
- 2016: Let It Die (Playstation 4, Windows)
- 2018: Yo-kai Watch World (Mobile)
- 2019: Grandia + Grandia II HD Remaster / Grandia HD Collection (PC, Xbox One, Nintendo Switch)